# Joy (langage)
Pour les articles homonymes, voir Joy.
Joy est un langage de programmation purement fonctionnel et orienté pile conçu par Manfred von Thun de l'Université de La Trobe à Melbourne. Il possède de nombreux points communs avec son ancêtre Forth. Dans cette catégorie de langages, il se démarque par sa pureté mathématique.

## Exemple dutri rapide
```
DEFINE qsort ==
  [small]
  []
  [uncons [>] split]
  [[swap] dip cons concat]
  binrec.

```